# 살로몬 마이몬
살로몬 마이몬(Salomon Maimon, 리투아니아어: Salomonas Maimonas, 히브리어: שלמה בן יהושע מימון, 1753년 ~ 1800년 11월 22일)은 리투아니아 출신의 유대인 철학자이다. 오늘날의 벨라루스에 해당하는 지역에서 태어났으며, 20대에 베를린으로 이주하였고 모제스 멘델스존과 교류하였다. 데사우, 브레슬라우로 이주하였으며 1787년 임마누엘 칸트의 철학을 접하고 관념론적 관점에서 그를 비판하였다. 1795년 슐레지아로 이주하였으며 1800년 알코올 중독으로 사망하였다.